# NGC 2227
NGC 2227 ist eine Balken-Spiralgalaxie vom Hubble-Typ SBc im Sternbild Großer Hund südlich des Himmelsäquators. Sie ist schätzungsweise 93 Millionen Lichtjahre von der Milchstraße entfernt und hat einen Durchmesser von etwa 60.000 Lj.

Im selben Himmelsareal befindet sich u. a. die Galaxie NGC 2223.
Die Typ-Ia-Supernova SN 1986O wurde hier beobachtet.
Das Objekt wurde am  27. Januar 1835 von John Herschel.